# Aaron Stainthorpe
Aaron Stainthorpe (født 12. november 1968) er en britisk musiker bedst kendt for hans position som vokalist i doom metal bandet My Dying Bride. Stainthorpe blev født i England, men flyttede med sin familie til Tyskland da han var seks måneder gammel, fordi hans far var officer og blev udstationeret i landet. I dag bor Stainthorpe i Halifax, West Yorkshire.
Trods sin position som vokalist i My Dying Bride har han aldrig taget nogle sanglektioner, da han, ligesom sin kunst, ikke ønsker at få indflydelse fra andre folks ideer, om hvad der er rigtigt og forkert.

## Fodnoter
1. 1 2 3 4 5  "Aaron Stainthorpe minibiografi". Arkiveret fra originalen 26. september 2010. Hentet 14. december 2007.
2. ↑  "AARON STAINTHORPE - MY DYING BRIDE Interviews & Intro by Lord of the Wasteland". Heart of Steel. Hentet 2008-06-23.